# Fredament, sense motius personals
|  | Aquest article tracta sobre la pel·lícula de 1972; pel remake de 2011, vegeu l'article El mecànic (pel·lícula de 2011) |

El mecànic és una pel·lícula de 1972. Un thriller d'acció americà 
dirigit per Michael Winner. És protagonitzada per Charles Bronson i Jan-Michael Vincent.
La pel·lícula es caracteritza per la seva obertura. No hi ha diàleg durant els primers 16 minuts del llargmetratge, mentre l'assassí a sou interpretat per Bronson es prepara per matar el seu objectiu actual.

## Argument
Arthur Bishop (Charles Bronson) és un "mecànic" - un assassí a sou que realitza els seus treballs de forma neta, sense deixar rastre de la seva obra. Treballa en exclusiva per a una organització internacional secreta, que té regles molt estrictes: fins i tot els membres que s'estan convertint en una cosa poc fiable són assassinats, molt abans de posar en perill la seva organització.
Cal assenyalar que Bishop és molt sofisticat, ja que regularment escolta música clàssica, té una notable col·lecció d'art a casa seva, i és un coneixedor de vins. És, evidentment, molt ric, com ho demostra el seu estil de vida i la seva casa excepcional, gràcies a la seva reeixida carrera com a assassí a sou. Però a causa de la perillositat de la seva professió, Bishop es veu obligat a viure en aïllament, no pot mostrar emocions o confiança en persones. Bishop es troba sota pressió emocional constant, i pren medicaments per a la depressió, i un dia, amb caràcter temporal és hospitalitzat quan perd el coneixement a conseqüència de l'estrès. En un esforç per compensar el seu aïllament, el protagonista fins i tot paga a una prostituta (Jill Ireland) per escriure cartes d'amor emocional i sofisticat per a ell perquè no pot arriscar-se a fer amics.
Quan el Bishop és assignat per la seva organització per matar a un dels caps, "Big Harry" McKenna (Keenan Wynn), ho fa amb el seu habitual sentit de l'eficiència, la imaginació i el desinterès, dispara Big Harry, alhora que Harry creu que els trets estan sent disparats per un franctirador ocult que està intentant matar-los a tots dos. Bishop sap que Harry té un cor feble, així que el fa córrer per un pendent pronunciat per escapar dels trets, la qual cosa li provoca un atac de cor. Bishop acaba asfixiant Harry amb la seva mà enguantada, així semblarà que la causa de mort va ser l'atac al cor. En el funeral de Gran Harry, Bishop es reuneix amb Steve, el fill narcisista però també despietat i ambiciós de Harry (Jan-Michael Vincent). Steve se sent intrigat per Bishop i tracta d'esbrinar més sobre ell. Bishop també és intrigat, en adonar-se que Steve té una personalitat que el fa capaç de convertir-se en un assassí a sou, i s'arriscarà fent de Steve al seu aprenent. Li fa demostracions i lliçons de les seues "eines de l'ofici", com ara pilotatge, tir, lectura de llavis i la força i destresa dels dits. Com a part d'aquest programa de formació, Arthur ensenya Steve que "tota persona té una debilitat, i que una vegada que aquesta debilitat es troba, l'objectiu és fàcil de matar." Però Bishop no pot obtenir el consentiment dels seus superiors per a l'acord de col·laboració entre tots dos. Després d'una missió de contracte d'assassinat brut dut a terme per Arthur i Steve, l'organització per la qual treballa Bishop l'adverteix que la seva elecció d'involucrar a Steve sense permís va ser irresponsable, i que el comportament egoista no pot ser tolerat "perquè l'organització es basa en "principis democràtics" que posen la supervivència del grup per sobre d'ambicions personals ". L'Organització dona llavors Arthur Bishop una missió d'assassinat d'urgència, aquesta vegada a Itàlia. Una vegada més, Arthur implica Steve en el pla d'assassinat de nou, però just abans de sortir dels Estats Units, el protagonista accidentalment s'adona que entre les pertinences de Steve, hi ha un fitxer que conté una gran quantitat d'informació sobre ell. Aquest fitxer és molt similar als arxius de Bishop per preparar i estudiar les seves víctimes a assassinar. Arthur s'adona que el seu aprenent Steve s'està tornant contra ell, però ell pretén fer cas omís d'això, i comença la seva pròpia investigació sobre els antecedents de Steve, la preparació del seu propi arxiu de Steve sense abans parlar amb ell. No obstant això, Bishop permet Steve anar a Itàlia amb ell per dur a terme l'assassinat assignat per l'organització.
A Itàlia, el Arthur i Steve van acostant-se a un vaixell on es troba la seva víctima, però resulta evident que es tracta d'una trampa preparada per l'organització i que són ells el veritable objectiu.
Arthur i Steve són emboscats pels sicaris de l'organització, però després dels fets violents es fan per matar a tots els seus oponents, sense deixar testimonis, i retornen a l'hotel a Nàpols, on preparen les seves maletes per tornar als Estats Units.
Amb el seu aprenentatge aparentment complet, Steve comparteix una ampolla de vi de celebració amb Bishop, després d'haver revestit el vidre d'aquest últim amb brucina, un alcaloide incolor i mortal. Quan Bishop s'adona que ha estat enverinat i que s'està quedant 
paralitzat, li demana a Steve si es devia al fet d'haver matat el pare de Steve. Steve respon que ell no s'havia adonat que el seu pare va ser assassinat, en lloc de creure que havia mort simplement en l'atac al cor. Steve està eufòric, i es burla de Bishop, dient: "vostè em va dir que tothom té un punt feble. El seu era que no podia tenir èxit en fer alguna cosa sol". Steve va revelar que ell no estava actuant per ordres de matar Bishop, indicant que ell va a continuar escollint els seus propis objectius, amb el suggeriment que la mort de Bishop era una cosa semblant a una elecció artística per part de Steve que l'estableix (almenys en la seva 
pròpia ment) com a superior i un assassí més refinat que fins i tot Arthur mateix, que necessitava la "llicència" proporcionada per l'organització secreta on treballava.
Despectivament deixa morir Arthur del que semblarà ser un atac de cor, torna Steve als EUA per apoderar-se de la vida i carrera de Bishop, arriba a la casa d'Arthur en taxi per recollir el Mustang vermell que havia deixat estacionat casa de Bishop abans del viatge a Itàlia. Després d'admirar la casa d'Arthur i agafar un record, Steve surt i es fica al Mustang per anar-se'n. Troba un avís en el mirall retrovisor. És de Bishop, i revela que ell havia previst que Steve podria utilitzar el viatge a Itàlia com una oportunitat per a matar-lo. La nota diu: "Steve, si estàs llegint això, vol dir que no vaig poder tornar. També comporta que has trencat un filament que controla un relé de 13 segons de demora. Fi del joc. Bang! Ets mort." Mentre Steve busca precipitadament la maneta de la porta, el cotxe esclata en una bola de foc bullent. Els crèdits comencen a passar i la pel·lícula arriba al final.

## Repartiment de papers
- Charles Bronson com Arthur Bishop
- Jan-Michael Vincent com Steve McKenna
- Keenan Wynn com Harry McKenna
- Jill Ireland com La Xicota
- Linda Ridgeway com Louise
- Frank Dekova com "L'Home"
- James Davidson com Intern
- Lindsey Crosby com Policia
- Steve Vinovich com el convidat a la festa
- Takayuki Kubota com Yamoto

## Producció
Monte Hellman estava previst inicialment per dirigir "El mecànic". Ell i el guionista John Lewis Carlino van adaptar la novel·la llavors inèdita de Carlino i van treballar en el guió durant diverses setmanes abans que els productors canviaren d'estudis llogant Michael Winner per dirigir.
En el guió original de Carlino, la relació entre Arthur Bishop i Steve McKenna va ser explícitament gai. Els productors tenien dificultats per obtenir finançament i diversos actors, incloent-hi George C. Scott, es van negar rotundament a considerar la seqüència fins que l'homosexualitat es va eliminar. Carlino descriu la mecànica com "una de les grans decepcions de la meva vida", continua dient:

"Jo volia un comentari sobre l'ús de les relacions humanes i la manipulació sexual en la vida de dos assassins a sou. Se suposa que és un joc d'escacs entre l'assassí més gran i el seu jove aprenent. El jove veu que ell pot usar la seva sexualitat per trobar el taló d'Aquil·les que necessita per guanyar. Hi va haver un límit fascinant, però, perquè al final el jove va començar a caure en l'amor, i aquest barallat amb el seu desig de vèncer al mestre i prendre el seu lloc com a número u .... La imatge se suposava que era una investigació real en aquesta situació, i es va convertir en una pel·lícula pseudo James Bond".
Les escenes d'arts marcials de la pel·lícula van ser rodades en un sol dia en el dojo de Takayuki Kubota, que també apareix a la pel·lícula. El tiroteig requerí 65 configuracions de la càmera. Les escenes van ser truncades en l'edició final perquè, segons el productor associat Henry Gellis, la seva inclusió feia que la pel·lícula semblara un lliurament de la sèrie de James Bond.

## Recepció de la pel·lícula
Vincent Canby de The New York Times va descriure El mecànic com una "solemne, el melodrama d'acció més espuri". Prenent nota de la "rivalitat pare i fill" entre Arthur i Steve i recollir la "unió homosexual latent" entre els dos, Canby va arribar a la conclusió que la pel·lícula era "un continu espectacle físic irrellevant" i es preguntava què podria haver fet un director diferent amb el mateix material. Roger Ebert va elogiar l'exercici de Bronson, assenyalant que sembla realment escoltar el coprotagonista Vincent en lloc de limitar-se a esperar que acabe per començar la següent frase de Bronson. Si bé la constatació que la trama "fa volts", Ebert té l'opinió que el director Winner no va abordar de ple la relació entre els personatges conductors en favor de les seqüències d'acció massa avorrides. Judith Crist va desestimar la pel·lícula com "una expedició banal en la massacre el sadisme, i el diàleg estúpid". Qualsevol indici d'autenticitat, va escriure ella, va ser arrasada per l'"enfocament bang-bang-bang" de Winner.

## Existencialisme
La pel·lícula es pot descriure com existencialista, amb els personatges que han optat per fer cas omís de les normes i creences comunes per viure la vida en els seus propis termes, sovint entren en situacions absurdes, en part, a través del seu destacament. En ser cridat per una amiga de Steve, que s'ha tallat els monyons i està sagnant a mort, els personatges principals romanen drets i mirant-se desapassionadament, donant a la noia les estimacions dels símptomes i el temps fins a la mort, i, finalment, mirant les claus d'un vehicle i dient-li que ella pot conduir a obtenir ajuda. ("Si no et preocupes per la teva vida, per què ho he de fer jo?", diu Steve.) Però, paradoxalment, fins i tot els assassins necessiten el seu propi sentit de la llicència social, ja sigui un contracte de pagament d'una fosca organització o una motivació tradicional per a la venjança. El desenvolupament de la trama en la segona meitat de la història també suggereix que Bishop és ben cansat del món i ja no està interessat en la vida (i, potser sabent que beu el vi enverinat, ja que és conscient que Steve té la intenció de matar-lo), o que Bishop subestima l'enginy de Steve a trobar una manera de matar-lo que no pot anticipar.

## Pel·lícula en català
La primera emissió en català va ser per TV3 el 19 de novembre de 1994, amb el títol "Fredament, sense motius personals".

## Nova versió
El 7 maig 2009, es va anunciar que el director Simon West lideraria un remake amb Jason Statham en el paper principal. La nova versió es va estrenar als Estats Units el 28 de gener de 2011, fent $ 11.500.000 en el seu primer cap de setmana.